# 布勒曼日山
64°0′S 57°40′W / 64.000°S 57.667°W
布勒曼日山（英語：Blancmange Hill）是南極洲的山峰，座標64°0′S 57°40′W，位於葛拉漢地的詹姆斯羅斯島，處於克羅夫特灣東部的斯塔克角東北面6公里，現時由南極條約體系管理。